# Свети Димитър (Голешово)
Вижте пояснителната страница за други значения на Свети Димитър.
„Свети Димитър“ е възрожденска църква в светиврачкото село Голешово, България, част от Неврокопската епархия на Българската православна църква.

## Местоположение
Църквата е гробищен храм, разположен в северната част на селото.

## История
Построена е през 1833 година. В нея са запазени възрожденски икони. През 1957 година е преустроена, като на възрожденския ѝ интериор са нанесени големи щети. До преустройството, църквата е ниска и доста тъмна. Тя е изградена на ново със същите размери, но по-висока и по-светла, като са използвани здравите основи и стени. През 1962 година от запад е добавена нова камбанария. Строител на църквата е местният майстор и иконописец Кочо Тодоров. Новият храм е осветен на 2 октомври 1957 година от неврокопския митрополит Пимен.